# William Bruce (Cricketspieler)
William Bruce (* 22. Mai 1864 in South Yarra, Australien; † 3. August 1925 in Elwood, Australien) war ein australischer Cricketspieler, der zwischen 1885 und 1895 für die australische Nationalmannschaft spielte.

## Aktive Karriere
Bruce gab sein First-Class-Debüt für Victoria in der Saison 1882/83. Sein Debüt in der Nationalmannschaft folgte im Januar 1885 beim zweiten Test der Ashes Tour 1894/95 gegen England. Dabei gelang ihm in seinem ersten Test 3 Wickets für 88 Runs und in seinem zweiten 3 Wickets für 99 Runs. In der Saison 1886 war er Teil des australischen Teams, das nach England reiste, wobei er jedoch nicht herausragen konnte. Sein nächster Einsatz in der Nationalmannschaft folgte dann in der Saison 1891/92. Dabei konnte er im ersten Test der Serie ein Fifty über 57 Runs und im zweiten Test ein weiteres Half-Century über 72 Runs erreichen. Daraufhin wurde er im Sommer 1893 abermals ins australische Team für die Tour nach England nominiert. Hier gelang ihm im dritten Test ein Fifty über 68 Runs. Bei seiner letzten internationalen Tour in der Saison 1894/95 konnte er gegen England dann noch zwei weitere Fifties (54 und 80 Runs) erreichen.

## Nach der aktiven Karriere
Nach der Cricket-Karriere arbeitete er als Anwalt. Jedoch war seine Anwaltspraxis in Schwierigkeiten und er litt unter Depressionen. Nachdem Bruce an der Küste von Elwood aufgefunden wurde, entschied der Coroner, dass der Tod Folge eines Suizids durch Ertränken war.